# Aeon (revista)
Aeon es una revista digital de ideas, filosofía y cultura. Aeon publica nuevos artículos todos los días de la semana y se describe a sí misma como una publicación que «plantea las preguntas más importantes y encuentra las respuestas más frescas y originales, proporcionadas por autoridades líderes mundiales en ciencia, filosofía y sociedad». La revista es publicada por Aeon Media Group, que tiene oficinas en Londres, Nueva York y Melbourne.

## Historia
Aeon fue fundada en Londres en septiembre de 2012 por Paul y Brigid Hains, una pareja australiana. Cuenta con oficinas en Londres, Melbourne y Nueva York. El 1 de julio de 2016, Aeon se convirtió en una asociación benéfica registrada en la Comisión Australiana de Organizaciones Benéficas y Sin Ánimo de Lucro, en las categorías de fomento de la cultura y fomento de la educación. Aeon también registró su filial, Aeon America, como organización 501(c)(3) en Estados Unidos, en la categoría de educación. En abril de 2020, Aeon lanzó un sitio hermano, Psyche, llamado así por el concepto psique en psicología, que publica ideas, guías y vídeos sobre psicología, filosofía y artes. En 2022 lanzaron SophiaClub, un «programa de eventos culturales».

## Formato
El contenido de Aeon consiste en ensayos en profundidad y documentales cortos bajo el nombre de Aeon Video. Aeon también publicaba Aeon Ideas, que consistía en artículos breves. Ahora se publican en la nueva revista Psyche.

### AeónVideo
El programa de vídeo de Aeon está compuesto por selecciones curadas, documentales cortos exclusivos, y series originales producidas por Aeon. La más notable entre ellas es In Sight, que incluye entrevistas y debates con destacados filósofos, científicos, pensadores y escritores.
Varios exclusivos de Aeon han sido elegidos como selecciones del personal de Vimeo (Vimeo Staff Picks), incluyendo Dramatic and Mild, American Renaissance, Grandpa and Me and a Helicopter to Heaven, Cutting Loose, Glas, y World Fair.

## Colaboradores
Entre los colaboradores se incluyen Peter Adamson, Martin W. Angler, Alain Badiou, Julian Baggini, Philip Bal, Shahidha Bari, Sven Birkerts, Armand D'Angour, David Deutsch, Vincent T. DeVita, Frans de Waal, Vincenzo Di Nicola, David Dobbs, Tim Footman, Allen Frances, Karl J Friston, Jessa Gamble, Michael Graziano, Toby Green, Pekka Hämäläinen, Sabine Hossenfelder, AL Kennedy, Marek Kohn, Olivia Laing, Janna Levin, Tim Lott, Mahmood Mamdani, Francis T. McAndrew, George Musser, Alondra Nelson, Wendy Orent, David Papineau, Ruth Padel, Massimo Pigliucci, Steven Poole, John Quiggin, Emma Rothschild, Claudio Saunt, Anil Seth, Dava Sobel, Roger Scruton, Eric Schwitzgebel, Camilla Townsend, Moshik Temkin, Bryan W. Van Norden, Elly Vintiadis, Nigel Warburton, Margaret Wertheim, EO Wilson, Ed Yong, y Jamie Bartlett.

## Recepción de la crítica
La directora editorial Brigid Hains ganó el premio a los profesionales de los medios de la Asociación Australasia de Filosofía en 2018.
El ensayo de Margaret Wertheim How to play mathematics aparece en la antología Best Writing on Mathematics 2018, publicada por Princeton University Press.
El ensayo de Rebecca Boyle The end of night aparece en la antología The Best American Science and Nature Writing 2015, con el título The Health Effects of a World without Darkness.
El ensayo de Jessa Gamble ¿El fin del sueño? fue nombrado mejor artículo de 2013 por la Asociación de Escritores Científicos Británicos.
En 2013, Hamish McKenzie, de Pando Daily, nombró a Aeon el «mejor ejemplo de revista construida para la era del móvil».
Muchos ensayos de Aeon han aparecido en el National Geographic Top Science Longreads: El ensayo de Ross Andersen The vanishing groves apareció en 2012, y su ensayo Omens apareció en 2013; el ensayo de Lee Billings Drive-thru astronomy apareció en 2013; y el ensayo de Veronique Greenwood Cows might fly también apareció en 2013.

## Colaboraciones
Aeon ha colaborado con varias organizaciones y publicaciones, incluida la Universidad de Cambridge: Centro para el Estudio del Riesgo Existencial, Princeton University Press, MIT Pressy HowTheLightGetsIn Festival. Colabora con la aplicación de audio Curio.

## Redifusión Creative Commons
Los artículos de Ideas, ahora descatalogados, pueden volver a publicarse (redifusión) bajo licencia Creative Commons. Estos artículos han sido difundidos por medios de comunicación en línea como The Atlantic y la BBC.